# Sciades demarzi
Sciades demarzi är en skalbaggsart som först beskrevs av Stefan von Breuning 1963.  Sciades demarzi ingår i släktet Sciades och familjen långhorningar. Inga underarter finns listade i Catalogue of Life.